# Зикіна Людмила Георгіївна
Людмила Георгіївна Зикіна (рос. Людмила Георгиевна Зыкина; 10 червня 1929, Москва, СРСР — 1 липня 2009, Москва, Російська Федерація) — радянська и російська співачка, виконавиця російських народних пісень, романсів, естрадних пісень. Герой Соціалистичної Праці (1987), народна артистка СРСР (1973), лауреат Ленінської (1970) и Державної премії РРФСР імені М. І. Глінки (1983). Кавалер двох орденів Леніна (1979, 1987). Художній керівник і солістка Державного академічного російського народного ансамблю «Россия» (1977—2009).
Репертуар Людмили Зикіної нараховував більш ніж 2 тисячі співочих творів.

## Життєпис
Людмила Зикіна народилася 10 червня 1929 року в Москві в сім'ї робітників. У роки німецько-радянської війни працювала токарем на Московському верстатобудівному заводі ім. Серго Орджонікідзе. Була удостоєна почесного звання «Заслужений орджонікідзівець». Після війни працювала санітаркою в підмосковному військовому госпіталі, а потім швалею в лікарні імені Кащенка.
Творча біографія почалася 1947 року з участі у Всесоюзному конкурсі молодих виконавців, після якого її прийняли в Державний академічний російський народний хор імені М. Ю. П'ятницького.
1960 року Зикіна почала сольну кар'єру, а 1977 року створила Державний академічний російський народний ансамбль «Росія».
Репертуар співачки складався з двох тисяч пісень. Альбоми Зикіної розійшлися загальним накладом шість мільйонів примірників. Співачка також написала три книги, в яких описала подробиці своєї творчої біографії — 1975 року була видана «Пісня», 1987 — «На перехрестях зустрічей», 1998 — «Тече моя Волга».
Зикіна була дуже популярна і в багатьох країнах СНД, особливо в Азербайджані, де вона виступала кілька разів. 1972 року Гейдар Алієв, перебуваючи тоді на посаді 1-го секретаря ЦК КП Азербайджану, привітав відому співачку із званням Народна артистка Азербайджанської РСР.
Людмила Зикіна виконала такі популярні пісні: «Течёт река Волга» (композитор — Марк Фрадкін, поет — Лев Ошанін), «Оренбургский пуховый платок» (композитор — Григорій Пономаренко, поет — Віктор Боков), «На побывку едет» (композитор — Олександр Аверкін, поет — Віктор Боков), «Поклонимся великим тем годам» (композитор — Олександра Пахмутова, поет — Михайло Львов), «Калина во ржи» (композитор — Олександр Білаш, поет — Володимир Федоров), «Я лечу над Россией», «Растёт в Волгограде берёзка» (композитор — Г. Пономаренко, поет — Маргарита Агашина), «Киев — красное солнышко» (композитор — Олександра Пахмутова, поет — Микола Добронравов) і багато інших.